# ژنرال مینارد
ژنرال مینارد (به پرتغالی: General Maynard) یک منطقهٔ مسکونی در برزیل است که در سرژیپه واقع شده‌است. ژنرال مینارد ۲۰٫۲۲۱ کیلومتر مربع مساحت و ۳٬۳۸۴ نفر جمعیت دارد و ۱۳ متر بالاتر از سطح دریا واقع شده‌است.